# Brenneke
Brenneke är en typ av ammunition.

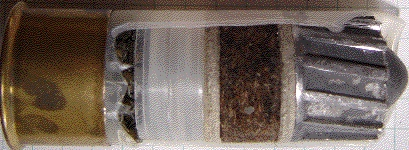
Brennekepatron

Brennekepatroner är avsedda att användas i hagelvapen. Själva brennekekulan konstruerades 1898 av Tysken Wilhelm Brenneke och består av en spetsformad solid blycylinder med snedställda räfflor längs sidorna. Baktill sitter en tätande packning fäst med en skruv.
I Sverige är brennekekula tillåten vid jakt på dovvilt, vildsvin och i vissa fall mufflon. Längsta tillåtna skotthållet vid jakt är 40 meter (vid eftersök på skadat vilt finns inga begränsningar). Jakt med Brennekepatroner får endast bedrivas med enkelpipiga hagelvapen, många halvautomater och pumprepeter har så kallade sluggpipor, det är hagelpipor med öppna riktmedel som på ett kulvapen och ibland även invändigt räfflade. 